# Теневая банковская система
Теневая банковская система (также теневое банковское дело, теневой банкинг, парабанковская система) — это финансовые институты, предоставляющие те же услуги, что и банки, но по тем или иным причинам не подпадающие под стандартное банковское регулирование со стороны государства. Сам термин «теневая банковская система» как в русском, так и в ряде других языков несёт на себе негативные коннотации с различного рода злоупотреблениями в сфере финансов, поэтому в самой индустрии термин употребляется редко. Теневая банковская система в целом характеризуется большей гибкостью и составляет существенную конкуренцию обычным банкам, что несёт в себе значительные системные риски как для развитых, так и для развивающихся стран. Теневая банковская система была ключевым фактором в ипотечном кризисе 2007 года, ставшим началом мирового кризиса 2007-2008 годов.

## История
Теневая банковская система начала активно развиваться после 2000 года, и к 2012 году фактический объём капитала в теневой банковской системе оценивается в 100 % к объёму мирового ВВП. Толчком к развитию теневой банковской системы стали новые технологии, а также желание банковской системы выйти на новый, более сложный уровень синтеза и управления своими активами. 1990-е годы были также периодом бурного роста экономик США и КНР, в результате чего в мировой банковской системе наблюдался массовый приток капитала, для которого требовались найти соответствующее применение. Традиционно высокая доля долгосрочных ипотечных кредитов в экономиках развитых стран также требовала финансовой группировки кредитно-денежной массы на более высоком уровне, который позволял извлекать большие выгоды, пусть и при больших рисках. Из-за своей относительной новизны законодательные механизмы, регулирующие деятельность теневой банковской системы, часто не поспевали за её развитием даже в развитых странах. Поэтому с одной стороны парабанкинг стал привлекательным сектором для крупных юридических лиц, стремящихся уйти в серую зону. Это, а также стремительный рост самой системы, сделал парабанкинг довольно рискованным, но, соответственно, и более прибыльным сектором экономики по сравнению с традиционной банковской системой.
Лидером по объёму теневого банковского сектора является экономика США. В этой стране первые предвестники парабанков — трасты — появились ещё в начале XX века. Тогда они начали специализироваться на обслуживании высококвалифицированных инвесторов и, пользуясь тем, что режим регулирования деятельности этой категории инвесторов долгое время был более либеральным, получали более высокие доходы. Трасты привлекали средства крупных и средних инвесторов по более высоким ставкам, а потому уверенно заняли свою нишу в рамках финансового рынка страны. Быстрый переток спекулятивного капитала в слаборегулируемый сектор теневой банковской экономики был признан одной из причин, по которой страну в 2007—2009 годах поразил мощнейший ипотечный кризис, спровоцировавший мировую рецессию.
В России активы теневого банковского сектора традиционно менее существенны, чем во многих других странах мира. Основу рынка теневого сектора составляют сгруппированные в активы долгосрочные ипотечные кредиты, которые в России и странах СНГ традиционно менее развиты, так как значительная часть населения получала жильё бесплатно от государства. Российские миллионеры и олигархи также долгое время предпочитали иностранные ПИФы. К примеру, по состоянию на конец 2007 года суммарные активы российских ПИФов составляли менее 5 % сальдированных активов российской банковской системы, что впрочем делало систему менее доходной, но более стабильной по сравнению с теми странами, где теневой банкинг отличался высокой степенью проникновения и волатильности.

## Критика
Отличительной особенностью теневых банков (большинство из которых имеют штаб-квартиры в США и Великобритании), ведущих деятельность в развивающихся странах, является то, что они предпочитают инвестировать в довольно эфемерные, краткосрочные, волатильные, высоколиквидные финансовые бумаги (то есть акции, государственные и корпоративные облигации, игры на курсах национальных валют, различные производные финансово-кредитные инструменты и др.). Их практически не интересуют долгосрочные инвестиции в реальные активы (оборудование, программное обеспечение, производство, транспорт, инфраструктура, техническое образование и др.), в которых так остро нуждаются слаборазвитые и развивающиеся страны. Согласно мнению некоторых аналитиков, к странам, экономики которых подтачивают высокоспекулятивные зарубежные теневые банковские системы, относятся КНР, Аргентина, Греция, Венесуэла и Украина.

## Финансовые инструменты теневой банковской системы
- хедж-фонды;
- небанковские ипотечные кредиторы;
- структурные инвестиционные компании (СИК);
- посредники, финансируемые за счёт коммерческих бумаг;
- инвестиционные банки и брокеры-дилеры, которые существовали за счёт привлечения РЕПО-кредитов;
- фонды денежного рынка, опирающиеся на краткосрочные вклады;
- пулы тендерных опционов с переменной аукционной ставкой;
- различного рода ПИФы.